# Xuanwu (Peking)

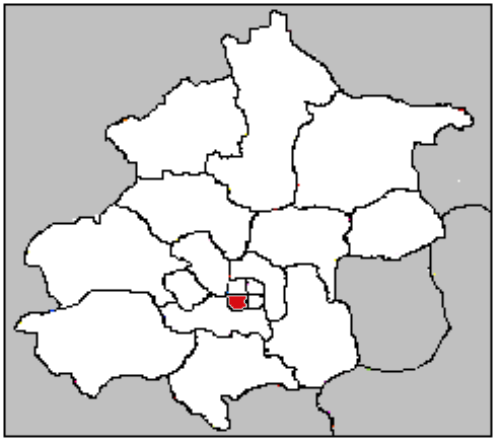
Lage Xuanwus in Peking

Xuanwu (chinesisch 宣武區 / 宣武区, Pinyin Xuānwǔ Qū) war ein Stadtbezirk der chinesischen Hauptstadt Peking mit 550.000 Einwohnern. Am 1. Juli 2010 wurde er aufgelöst und seine Fläche in den Stadtbezirk Xicheng integriert.

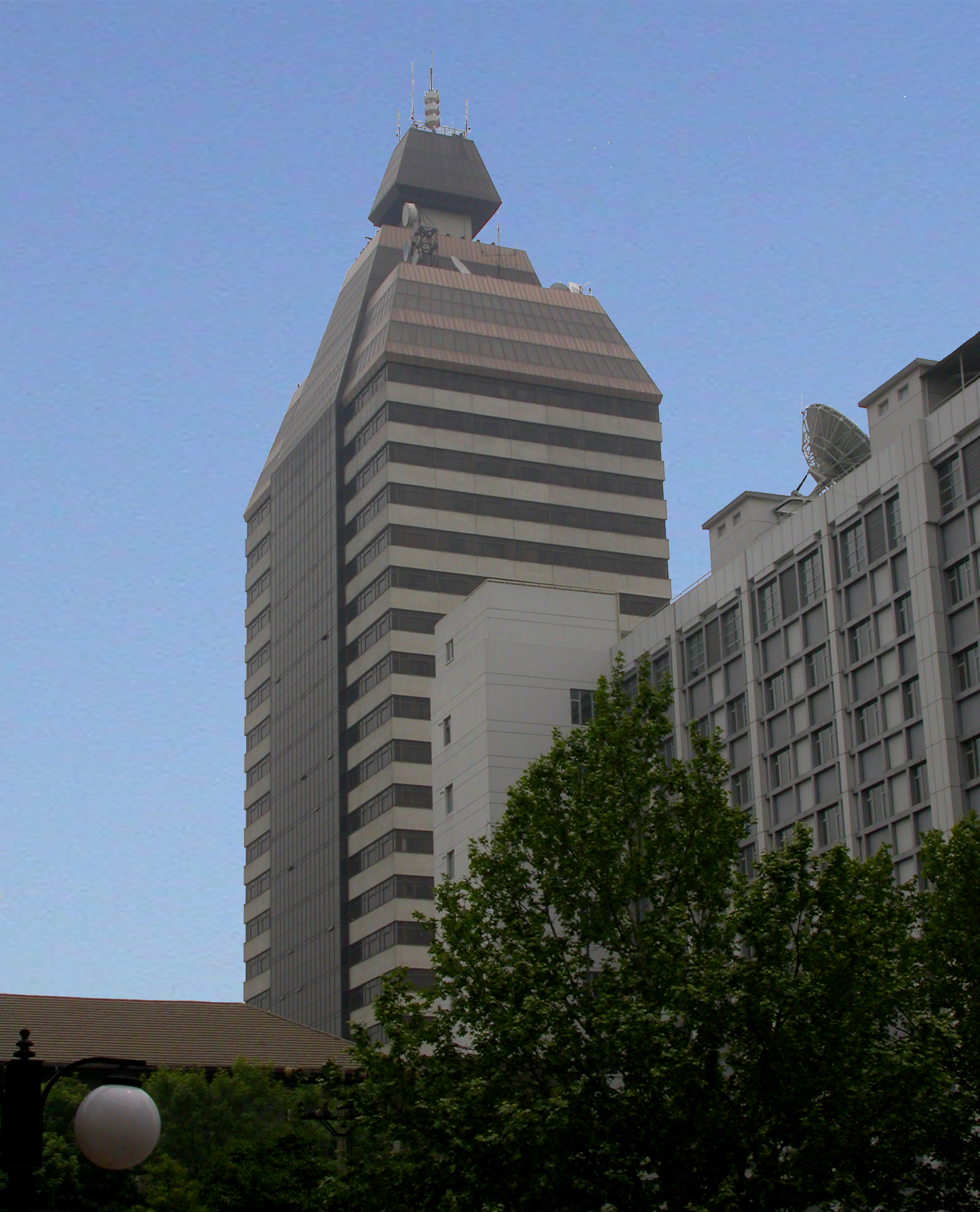
Das Hauptgebäude der chinesischen Nachrichtenagentur Xinhua in Xuanwu

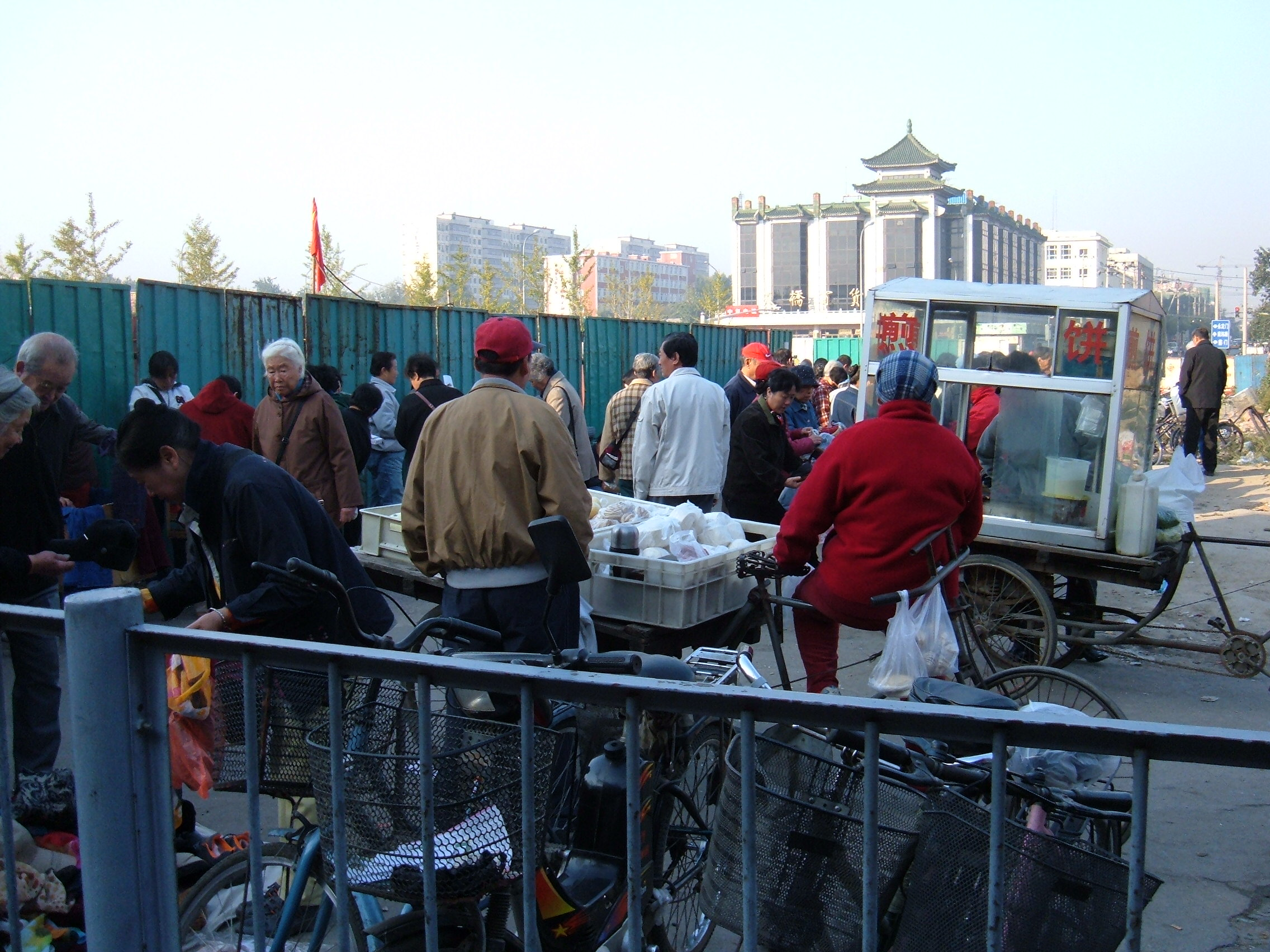
Markt am Eingang zum Himmelstempel in Xuanwu

## Lage
Xuanwu lag südwestlich des Stadtzentrums (Tian’anmen-Platz), war 16,5 km² groß und war damit nach Chongwen der zweitkleinste Stadtbezirk der historischen Altstadt. 

## Geschichte
Obwohl oder gerade weil der Stadtteil eine wechselvolle geschichtliche Entwicklung hinter sich hatte, fanden umgreifende Veränderungen statt. Zahlreiche der ursprünglichen Hutongs wurden abgerissen, nicht zuletzt in Vorbereitung auf die Olympischen Sommerspiele 2008.